# Astronomia nova

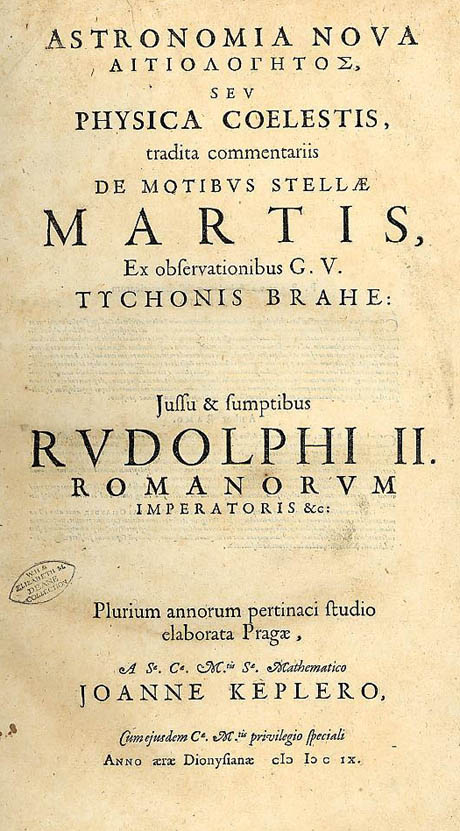
Portada de la obra de Johannes Kepler Astronomia nova (1609).

Astronomia nova es el título de un libro escrito por Johannes Kepler y publicado en Praga en 1609 en el que aparecen los resultados de sus investigaciones durante más de cinco años sobre el movimiento de los planetas y en particular sobre el movimiento aparente de Marte. En este libro se presentan las dos primeras leyes de Kepler del movimiento planetario, lo que supuso un cambio trascendental en la astronomía, rompiendo con una tradición de 2000 años.
El libro, de fuerte contenido matemático, se basa en las observaciones del astrónomo danés Tycho Brahe. Su título significa "Astronomía nueva basada en causas, o física celeste", y esto indica ya otra novedad radical de la obra: por vez primera surge la idea de combinar física y astronomía al modo de lo que llamamos mecánica celeste. De hecho, toda la investigación de Kepler estuvo guiada por la idea de que el Sol es el origen de fuerzas que mueven a los planetas en sus órbitas, y que aumentan o disminuyen con la distancia Sol-planeta. 
Está estructurado en cinco partes. En la primera se discuten los modelos planetarios propuestos hasta entonces (el modelo geocéntrico ptolemáico, el modelo heliocéntrico copernicano y el modelo intermedio propuesto por Tycho Brahe) y se demuestra que son equivalentes frente a los datos de la astronomía de posición. En las demás partes elabora varios modelos detallados para la órbita de Marte, demostrando que no basta con modificaciones de detalle de los modelos tradicionales (basados en deferentes y epiciclos) para explicar las observaciones de Brahe. Finalmente, encuentra un modelo plenamente satisfactorio para la órbita de Marte con una elipse que tiene al Sol en uno de sus focos (primera ley); ya antes había establecido la segunda ley de Kepler: el movimiento planetario no es uniforme, pero sigue una regularidad estricta, de modo que los planetas barren áreas iguales en tiempos iguales. 
Inmediatamente, Kepler plantea por analogía que los demás planetas se ajustarán a las dos leyes. Con esta contribución, por primera vez, la astronomía copernicana se situó muy por encima de todos los sistemas anteriores. Kepler volvería a explicar todo esto, de manera muy detallada, en su Epítome. Por otro lado, la tercera ley de Kepler sería presentada en su obra Harmonices Mundi de 1619.